# ロシラサウルス
ロシラサウルス（学名：Losillasaurus、「ロシーリャ（産出した村）のトカゲ」の意味）またはロシリャサウルスは、現在のスペインの南東部の地層から発見され、前期白亜紀キンメリッジアン期からベリアシアン期に生息していた竜脚類恐竜の属である。トゥリアサウルスに近縁なトゥリアサウルス類であり、タイプ種 ロシラサウルス・ギガンテウス（Losillasaurus giganteus）はスペインバレンシア州のロスセラーノス盆地のビリャルデルアルゾビスポ層で発見され、2001年にCasanovas, Santafé および Sanz によって正式に記載された。ホロタイプ及び模式標本は亜成体の部分骨格で、頭骨の一部、完全な頸椎、胴椎、仙椎、尾椎に加え、上腕骨、尺骨、橈骨、および中手骨を含む四肢要素、胸骨プレート、骨盤の腸骨、坐骨、恥骨などの骨要素の断片が含まれている。ロシラサウルスは近位尾椎の神経棘の長さと形状により特徴付けられる。上腕骨の長さは143 cmで、 標本が亜成体のものであるものの、パラリティタンと比較して20％程度の大きさである。 Francisco Gascóの修士論文上で行われた推定では全長は約15m-18m、体重約12t-15tである。

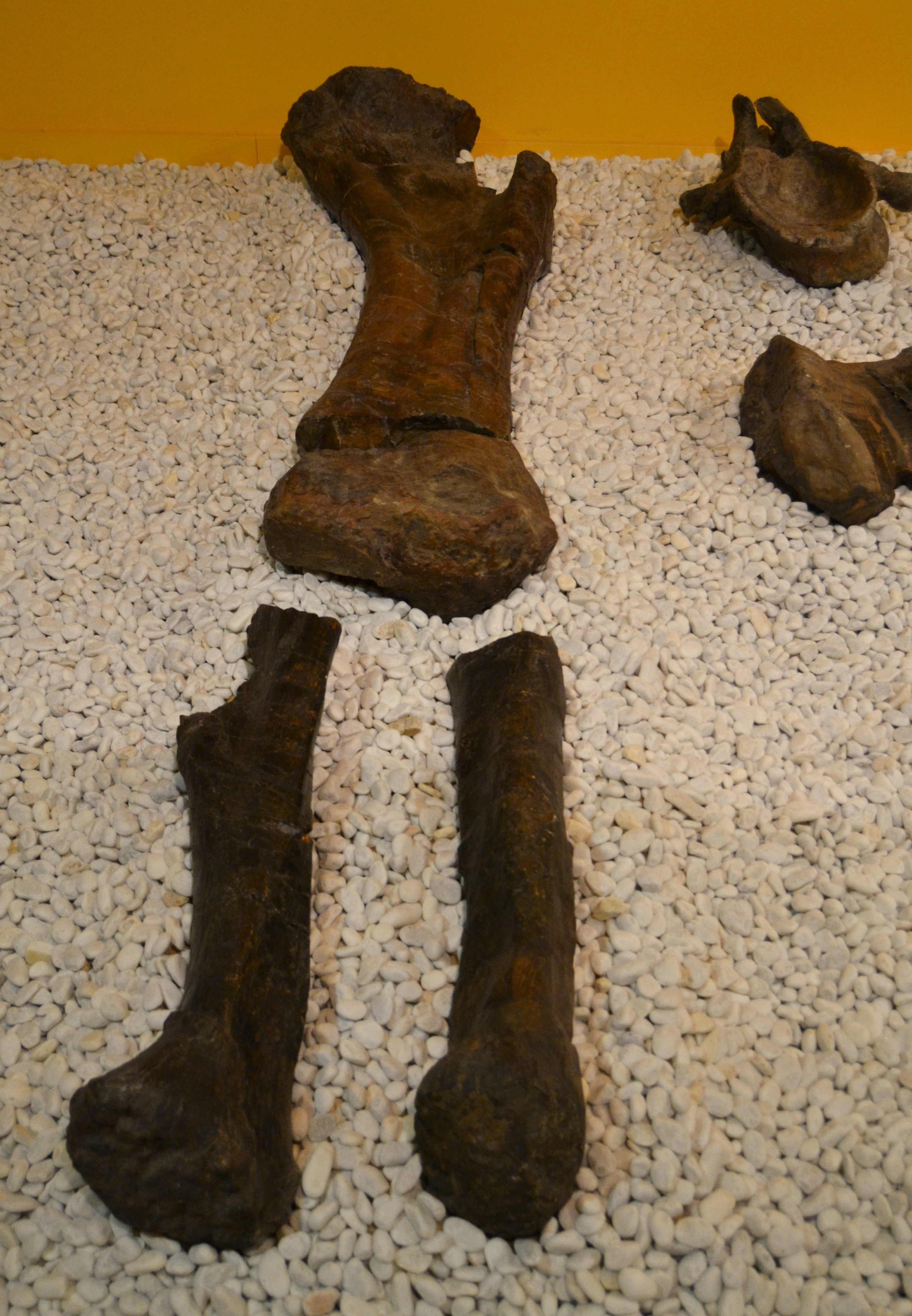
ロシラサウルスの上腕骨、橈骨、尺骨

## 記載

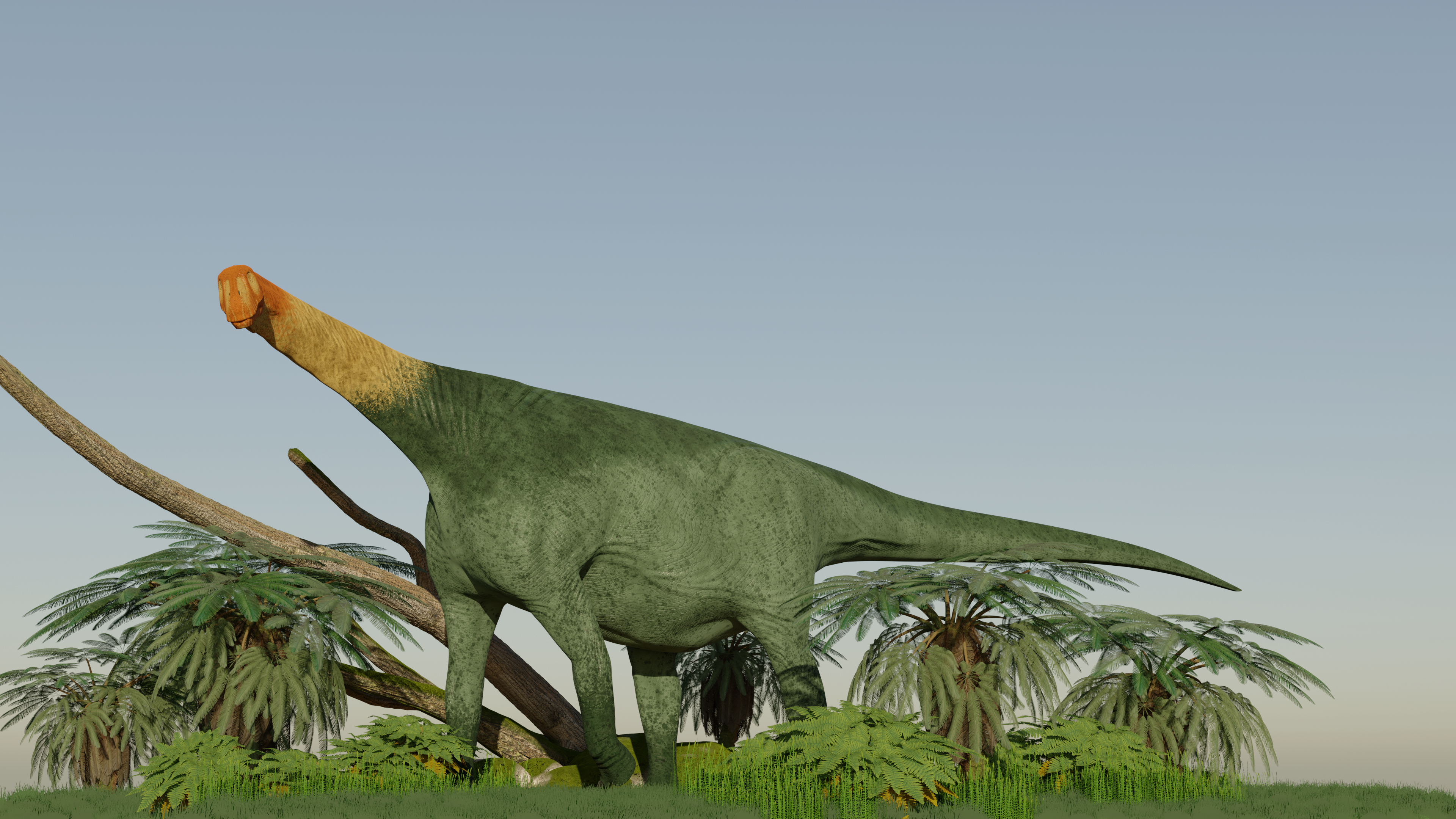
ロシリャサウルス・ギガンテウスの復元

ロシリャサウルス・ギガンテウスのいくつかの標本が2019年と2020年に記載された。そのような標本の1つSHN 180は1つの前部尾椎から構成され、別の標本は歯のある部分的な頭蓋骨と部分的な体骨格から構成されている。ラファエル・ロヨ＝トーレスらによると、この標本は歯の変異を理解するのに役立ち、頭蓋骨内で孤立したハート型の歯を配置することができ、トゥリアサウリア類の異歯性を実証することができると提唱した。